# Cheeger-állandó
Ez a szócikk a gráfelméleti Cheeger-állandót tárgyalja. Lásd még: Cheeger-állandó (Riemann-geometria)
A matematika, azon belül a gráfelmélet területén egy gráfhoz tartozó Cheeger-állandó, Cheeger-konstans, Cheeger-szám vagy izoperimetrikus szám azt számszerűsíti, hogy a gráf milyen mértékben rendelkezik szűk keresztmetszettel (bottleneck). A Cheeger-konstans, mint a „szűk keresztmetszetűség” mértéke több területen megjelenik: például jól összekötött számítógép-hálózatok tervezésénél, kártyapakli keverésekor. A gráfelméleti fogalmat a kompakt Riemann-sokaság Cheeger-állandója ihlette.
A Cheeger-konstans Jeff Cheeger matematikusról kapta a nevét.

## Definíció
Legyen G egy irányítatlan véges gráf V(G) csúcshalmazzal és E(G) élhalmazzal. Tetszőleges A ⊆ V(G) csúcshalmazra jelöljük ∂A-val azokat az éleket, melyek egy A-beli csúcsból indulnak ki egy A-n kívüli csúcsba (ezt néha az A „élhatárának” nevezik):
{\displaystyle \partial A:=\{(x,y)\in E(G)\ :\ x\in A,y\in V(G)\setminus A\}.}
(Ne felejtsük el, hogy az élek irányítatlanok, ezért az (x, y) él megegyezik az  (y, x) éllel.) Ekkor a G Cheeger-száma, melyet h(G)-vel jelölünk, a következőképp határozható meg:
{\displaystyle h(G):=\min \left\{{\frac {|\partial A|}{|A|}}\ :\ A\subseteq V(G),0<|A|\leq {\tfrac {1}{2}}|V(G)|\right\}.}
A Cheeger-állandó pontosan akkor pozitív, ha G összefüggő. Intuitívan elmondható, hogy ha a Cheeger-állandó pozitív, de kicsi, akkor a gráfnak van „szűk keresztmetszete” abban az értelemben, hogy van benne két „nagy” csúcshalmaz, ami között „kevés” él húzódik. A Cheeger-konstans „nagy”, ha a gráf bármely két csúcshalmazba osztásában a két részhalmaz között „sok” kapcsolat (él) van.

## Példa: számítógép-hálózatok

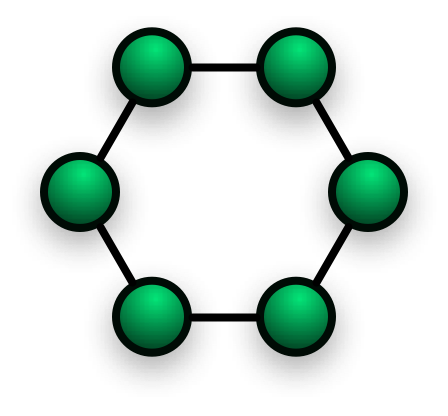
Gyűrű topológiájú hálózat

Számítógép-tudományi alkalmazásokban felmerül az igénye olyan hálózati elrendezések megalkotásának, melyek Cheeger-állandója magas (vagy legalábbis a korlát határozottan magasabban van nullánál), abban az esetben is, amikor |V(G)| (a hálózati végpontok száma) nagy.
Tekintsük például N ≥ 3 számítógép gyűrűtopológia-elrendezését, GN gráfként reprezentálva. Számozzunk meg a gépeket a gyűrű körül az óramutató járásának megfelelően: 1, 2, ..., N. A csúcs- és az élhalmaz a következőképpen írhatók fel:
{\displaystyle {\begin{aligned}V(G_{N})&=\{1,2,\cdots ,N-1,N\}\\E(G_{N})&=\{(1,2),(2,3),\cdots ,(N-1,N),(N,1)\}\end{aligned}}}
Legyen A ezen számítógépek közül {\displaystyle \left\lfloor {\tfrac {N}{2}}\right\rfloor } összekötött darab gyűjteménye:
{\displaystyle A=\left\{1,2,\cdots ,\left\lfloor {\tfrac {N}{2}}\right\rfloor \right\}.}
Így,
{\displaystyle \partial A=\left\{\left(\left\lfloor {\tfrac {N}{2}}\right\rfloor ,\left\lfloor {\tfrac {N}{2}}\right\rfloor +1\right),(N,1)\right\},}
és
{\displaystyle {\frac {|\partial A|}{|A|}}={\frac {2}{\left\lfloor {\tfrac {N}{2}}\right\rfloor }}\to 0{\mbox{ ahogy }}N\to \infty .}
Ez a példa egy felső korlátot ad a h(GN) izoperimetrikus számra, ami nullához tart, ahogy N → ∞. Ebből következik, hogy a gyűrű elrendezésű  hálózatot erősen „szűk keresztmetszetűnek” tekintjük nagy N-re, ami gyakorlati megvalósításokban egyáltalán nem praktikus. Ha a gyűrűbe tartozó egyetlen számítógép meghibásodik, a hálózati teljesítmény jelentősen csökkenne. Ha két, nem szomszédos számítógép hibásodna meg, a hálózat két különálló komponensre esne szét.

## Cheeger-egyenlőtlenségek
A Cheeger-állandó az expander gráfok kontextusában is előkerül, mint egy gráf élexpanziójának egyik mértéke. Az úgynevezett Cheeger-egyenlőtlenségek a gráf Cheeger-állandóját és a spektrális rését hozzák összefüggésbe.